# Donald Lash
Donald Ray Lash (* 15. August 1912 in Bluffton, Indiana, USA; † 19. September 1994 in Terre Haute, Indiana, USA) war ein US-amerikanischer Leichtathlet, der sich auf den Mittel- und Langstreckenlauf spezialisiert hatte.

## Frühe Jahre
Donald Lash wurde als drittes von sechs Kindern einer bescheidenen Arbeiterfamilie in Bluffton geboren. Schon kurze Zeit später zog die Familie nach Auburn. Auf der großväterlichen Farm begann der kleine Donald sich für den Laufsport zu interessieren. Die örtliche High School verfügte über keine Sportanlage, so dass das Training auf Rasen erfolgte.

## Sportlerkarriere
Nur mit wenig Geld ausgestattet ging Donald Lash an die Indiana University Bloomington. Mit Unterstützung seines neuen Trainers entwickelte sich Lash zu einem guten Mittelstreckenläufer. Sieben Mal in Folge wurde Lash US-Meister im Crosslauf. Mit der Meilen-Staffel der Indiana University gelang Lash ein neuer Weltrekord. Auch den Hallenweltrekord über 2 Meilen konnte er verbessern.  Bei einem im Juni 1936 von der Princeton University ausgerichteten Wettkampf brach Lash den 2-Meilen-Weltrekord, den der Finne Paavo Nurmi aufgestellt hatte.
Donald Lash qualifizierte sich für die Olympischen Spiele 1936 in Berlin im 5000-Meter- und im 10.000-Meter-Lauf. In beiden Disziplinen schaffte er die Qualifikation für das Finale. Über 5000 m belegte er dann Rang 13, über 10.000 m Rang 8. Lash wollte sich für die kommenden Spiele von 1940 und 1944 besser vorbereiten, doch der Zweite Weltkrieg verhinderte die Austragung dieser Olympischen Spiele.
Nach Abschluss der Universität wurde Donald Lash Polizist. Er heiratete und trainierte in seiner Freizeit weiterhin.  1938 wurde er mit dem James E. Sullivan Award für seine sportlichen Leistungen ausgezeichnet. Kurze Zeit später zog er sich vom aktiven Sport zurück. Lash wurde Vater eines Sohnes und quittierte den Polizeidienst.

## Weiterer Lebenslauf
1941 wurde Donald Lash Agent des FBI. Mit seiner Hilfe konnte zwei Tage vor dem Kriegseintritt der USA ein deutscher Spion entlarvt werden. 1962, nach 21 Jahren Tätigkeit, quittierte Lash seinen Dienst beim FBI.
Er war immer noch dem Sport verbunden und wollte besonders Kindern den Laufsport nahebringen. Zu diesem Zweck kaufte er ein Grundstück im Parke County und stellte dort ein Trainingslager für die Fellowship of Christian Athletes fertig.
Kurze Zeit später wurde Lash auch politisch aktiv. Zehn Jahre war er Abgeordneter im State Legislature von Indiana, ehe er sich aus gesundheitlichen Gründen (Herzprobleme) zurückzog. Mit seiner Frau Margaret gründete er eine Makler-Agentur für Immobilien. 1999 veröffentlichte er seine Memoiren.
Am 19. Oktober 1994 verstarb Donald Lash auf Grund eines Krebsleidens. Er hinterließ seine Frau und drei Kinder.